# Herregårde i Århus Amt

## Hasle Herred
- Kærbygård
- Lyngbygård
- Holmstrupgård
- Brendstrup Nedergård
- Koldkærgård

## Ning Herred
- Moesgård
- Vilhelmsborg
- Østergård
- Constantinsborg
- Norslund
- Marselisborg (herregård)

## Hads Herred
- Rathlousdal
- Rodsteenseje
- Dybvad
- Gyllingnæs
- Åkær
- Lundhof
- Uldrup
- Rantzausgave
- Gersdorffslund

## Sabro Herred
- Favrskov
- Ristrup
- Lyngballegård
- Mundelstrupgård

## Vester Lisbjerg Herred
- Haraldslund
- Kaskær

## Framlev Herred
- Wedelslund
- Gammelgård